# Chapayal, Simojovel
Chapayal är en ort i Mexiko.   Den ligger i kommunen Simojovel och delstaten Chiapas, i den sydöstra delen av landet, 700 km öster om huvudstaden Mexico City. Chapayal ligger 973 meter över havet och antalet invånare är 443.
Terrängen runt Chapayal är bergig åt nordost, men åt sydväst är den kuperad. Runt Chapayal är det ganska tätbefolkat, med 96 invånare per kvadratkilometer. Närmaste större samhälle är Yajalón, 18,5 km öster om Chapayal. Omgivningarna runt Chapayal är en mosaik av jordbruksmark och naturlig växtlighet.